# 마산지방해양수산청
마산지방해양수산청(馬山地方海洋水産廳, Masan Regional Office of Oceans and Fisheries)은 대한민국 해양수산부의 소속기관이다. 2015년 1월 6일 발족하였으며, 경상남도 창원시 마산합포구 제2부두로 10에 위치하고 있다. 청장은 고위공무원단 나등급에 속하는 일반직공무원으로 보한다.

## 직무
- 해상운송사업, 선박 등록 및 검사
- 선원근로감독 등 선원 관련 업무
- 항만 운영 및 연안역 관리
- 전산기기 운영·관리와 전산업무 개발
- 항만건설공사, 항만재개발 및 항만시설 유지·보수
- 어항의 건설 및 관리
- 항로표지시설 설치·유지 및 보수
- 공유수면 관리·매립 및 연안 관리
- 해양환경보전
- 어업경영체의 등록 및 관리
- 자율관리어업공동체 지도에 관한 사항

## 연혁
- 1899년 5월 1일: 마산항 개항.
- 1945년 11월 1일: 미군정청 운수부 마산부두국.
- 1949년 2월 15일: 교통부 마산해사국.
- 1955년 12월 12일: 부산지방해무청의 소속기관으로 마산출장소 설치.
- 1961년 10월 2일: 부산지방해운국 소속으로 변경.
- 1968년 11월 23일: 마산지방해운국으로 승격하여 분리. 충무·장승포·삼천포출장소를 부산지방해운국으로부터 이관받음.
- 1976년 3월 13일: 항만청 소속 마산지방항만관리청으로 개편.
- 1977년 12월 16일: 해운항만청 소속 마산지방해운항만청으로 개편.
- 1995년 2월 24일: 충무·장승포출장소를 통영·거제포출장소로 개편.
- 1996년 8월 8일: 해양수산부 소속으로 변경. 거제포출장소를 거제출장소로 개편.
- 1997년 5월 24일: 마산지방해양수산청으로 개편.
- 2004년 2월 2일: 출장소를 해양수산사무소로 개편. 삼천포해양수산사무소를 사천해양수산사무소로 개편하고 남해·고성해양수산사무소 설치.
- 2008년 2월 29일: 국토해양부 소속 마산지방해양항만청으로 개편. 해양수산사무소를 해양사무소로 개편. 남해·고성해양사무소 폐지.
- 2009년 12월 31일: 거제·사천해양사무소를 거제·사천출장소로 개편.
- 2013년 3월 23일: 해양수산부 소속으로 변경.
- 2015년 1월 6일: 마산지방해양수산청으로 개편. 해양사무소를 해양수산사무소로 개편. 거제출장소 폐지.

## 관할구역
- 경상남도[1]

## 조직

### 청장
- 운영지원과[2]
- 선원해사안전과[2]
- 항만물류과[2]
- 해양수산환경과[2]
- 항만건설과[2]
- 항로표지과[2]
- 어항건설과[3]

## 소속기관

### 통영해양수산사무소
통영해양수산사무소는 통영항의 인·허가 및 물류수송의 체계적 관리를 위해 설립된 대한민국 해양수산부 마산지방해양항만청 소속기관으로 통영해양사무소장(5급)은 행정사무관·해양수산사무관·공업사무관 또는 방송통신사무관으로 보한다.

#### 주요 업무
- 서무·보안 및 인사에 관한 업무
- 국유재산의 관리
- 계약체결 및 예산집행
- 항만의 관리 및 운영
- 선박의 입항·출항 신고 및 항만시설사용 허가(선석 및 정박지 지정에 관한 사항을 포함한다)에 관한 업무
- 해상운송사업 및 항만운송사업에 관한 업무
- 선원수첩 및 해기사면허증 발급
- 개항질서 및 해상교통안전에 관한 업무
- 공유수면관리
- 관공선의 관리·운영 및 지도

## 같이 보기
- 해군사관학교
- 창원대학교
- 경남대학교
- 마산항해상교통관제센터